# 브라더스 (2009년 영화)
《브라더스》(영어: Brothers)는 미국의 2009년 심리 스릴러 영화로, 짐 셰리든이 감독을 맡고, 토비 매과이어, 제이크 질런홀, 내털리 포트먼 등이 출연하였다. 아프가니스탄과 덴마크를 배경으로 한 수사네 비르의 2004년 덴마크 로맨틱 스릴러 드라마 영화 《브라더스》를 리메이크하였다. 두 영화 모두 호메로스의 서사시 오디세이아에서 영감을 얻었다. 매과이어는 이 영화에서 선보인 연기를 통해 2010년 제67회 골든 글로브상 드라마 영화 부문 남우 주연상 후보에 올랐다.

## 줄거리
다정한 남편이자 친구 같은 아빠, 믿음직한 아들인 해병대 샘(토비 매과이어 분)이 아프가니스탄 전쟁에서 헬리콥터 추락 사고로 사망했다는 소식은 가족들을 망연자실하게 만든다. 무장 강도 죄목으로 감옥에 들어갔다가 가석방으로 갓 출소한 동생 토미(제이크 질런홀 분)는 형의 아내 그레이스(내털리 포트먼 분)와 조카들을 돌보면서 형의 빈자리를 채워 가는 동안 불편했던 예전과 달리 가족으로서 인정을 받게 된다.
그러나 샘은 죽지 않았다. 구사일생으로 돌아온 그는 차가운 눈빛과 웃음기 사라진 얼굴로 묘한 긴장감과 어색함을 만들고, 급기야 토미와 그레이스의 관계를 의심하며 가족들을 위협하기 시작하는데...
잃어버린 시간 동안 그에게 무슨 일이 있었던 걸까? 그가 결코 밝히지 않는 비밀은 무엇일까? 한 번 변해 버린 마음은 돌이킬 수 없는 것일까?

## 출연진
- 토비 매과이어 - 새뮤얼 “샘” 케이힐 대위 역
- 제이크 질런홀 - 토머스 “토미” 케이힐 역
- 내털리 포트먼 - 그레이스 케이힐 역
- 샘 셰퍼드 - 헨리 “행크” 케이힐 역
- 메어 위닝햄 - 엘시 케이힐 역
- 베일리 매디슨 - 이저벨 케이힐 역
- 테일러 기어 - 마거릿 “매기” 케이힐 역
- 패트릭 플루거 - 조지프 “조” 윌리스 이병 역
- 클리프턴 콜린스 주니어 - 커바소스 소령 역
- 케리 멀리건 - 캐시 윌리스 역
- 오미드 압타히 - 유수프 역
- 이선 수플리 - 스위니 역
- 나비드 네가반 - 무라드 역
- 유수프 아자미 - 탈리반 리더
- 제니 웨이드 - 티나
- 에런 시버 - A. .J. 역
- 레이 프루잇 - 오언 역

## 반응
이 영화는 평단으로부터 엇갈린 평가를 받았다. 리뷰 애그리게이터 웹사이트 로튼 토마토에서는 비평가 리뷰 156편에 바탕해 지지도 63%가 산출되었으며 평점은 10점 만점에 6.2이다. 메타크리틱에서는 평론가 리뷰 31편에 근거해 가중 평균 점수가 100점 만점에 58점으로 계산되어 “혼재된 혹은 평균”에 해당되는 반응을 얻은 것으로 나타났다. 작중에서 샘 케이힐 역으로 출연한 토비 매과이어의 연기가 특히 좋은 평을 얻었으며, 매과이어는 2010년 제67회 골든 글로브상 드라마 영화 부문 남우 주연상 후보에 지명되었다.